# Reacción de Ivanov
La reacción de Ivanov es una reacción química de los dianiones de los Ar del ácido acético (reactivos de Ivanov) con electrófilos, principalmente compuestos de carbonilos o isocianatos. La reacción fue nombrada en nombre a del químico orgánico búlgaro, Dimitar Ivanov Popov, quien la descubrió.
Los reactivos de Ivanov reaccionan con muchos electrófilos tales como aldehídos, isocianatos, cetonas, y haloalcanos.
El producto no suele entrar en descarboxilación espontáneamente, pero es posible con algunos reactivos. La reacción de Ivanov se conoce a proceder a través del modelo de Zimmerman-Traxler estado de transición.